# Kamenický potok (přítok Svitavky)
Kamenický potok nazývaný kdysi Zlatý (Gold-Bach) kvůli zbarvení příměsemi železa, je levostranný přítok řeky Svitavky v Libereckém kraji.

## Průběh toku
Potok pramení na katastru Kamenice u Zákup (652534) v nadmořské výšce 310 m. Druhým, stejně vydatným zdrojem vody je zpravidla strouha u polní cesty z Kamenice na Mimoň, kde se hromadí vody z okolních strání. Právě zde bývá nadbytek vody po průtržích, které způsobují lokální záplavy. Teče převážně západním směrem. Oba prameny se spojují u silnice k fotbalovému hřišti, potok pak protéká středem obce, kde je přetínán řadou můstků k jednotlivým stavením. Po trase napájí rybníček – požární nádrž. Po opuštění obce protéká 1 km dlouhým zalesněným úsekem na úpatí Kamenického kopce, kde jej napájí řada pramenů. Mají svá jména, kamenné obelisky a svou historii. V pořadí po proudu se jmenují Jakubův pramen, Dívčí pramen a pramen Tří svatých. Poslední jmenovaný byl dříve vyzdoben řadou kamenných soch, dnes je zde vybudováno odpočinkové místo s altánem a lavičkami. Zde, v údolí Kamenického potoka vede v sousedství silnice ze Zákup na Brniště a Mimoň po břehu Naučná stezka Zákupy, která svými panely podává informace k pramenům i zdejším vodám. 
Na spodním okraji u křižovatky silnic Zákupy – Kamenice – Nové Zákupy se vlévá po 3 km svého toku zleva do říčky Svitavky na jejím 9,2 říčním kilometru v nadmořské výšce 265 m. 

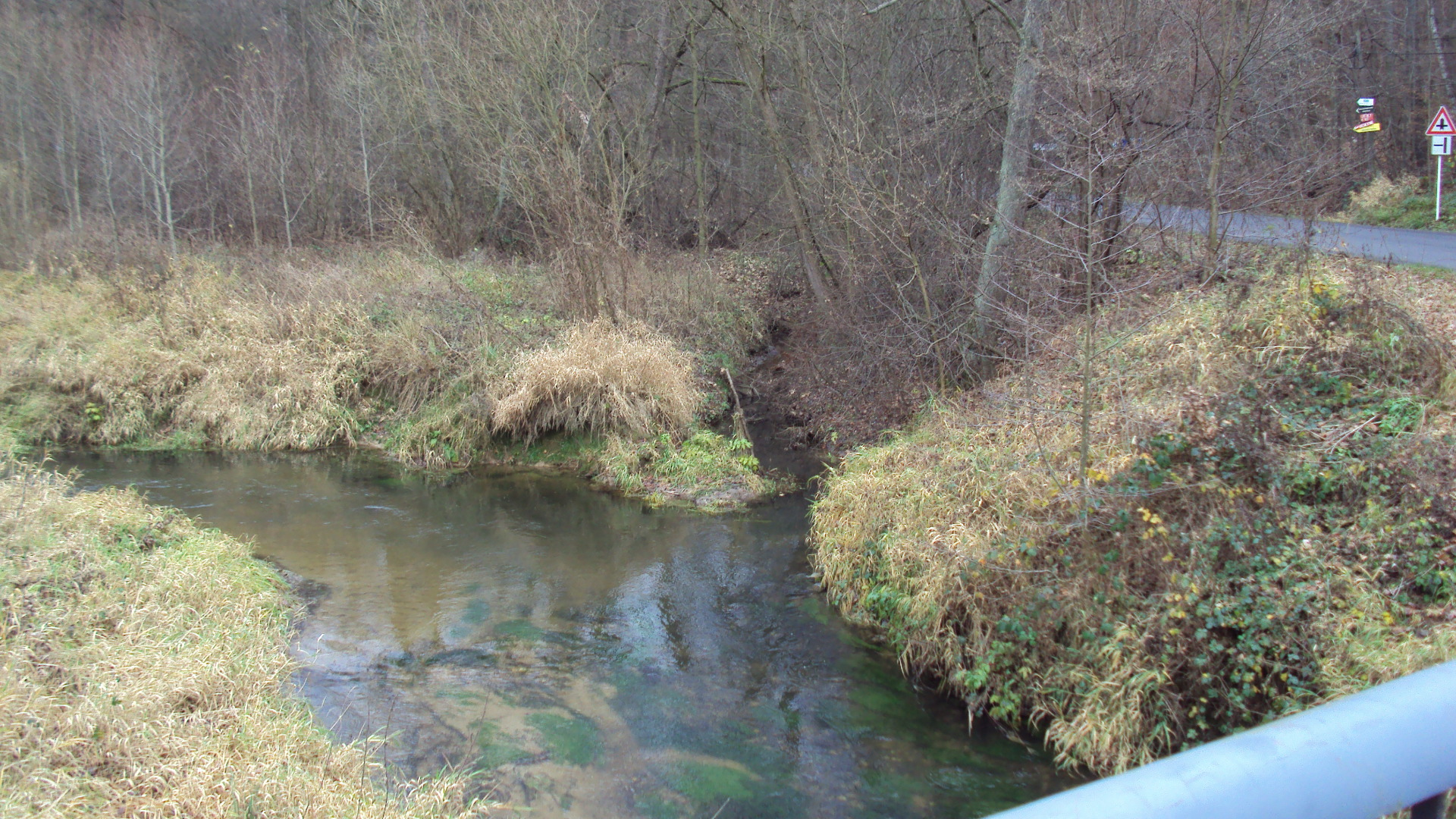
Soutok Svitavky (na snímku vlevo) s Kamenickým potokem (vpravo)